# Freedom Project
Freedom Project és un projecte promocional japonès de l'empresa Nissin Cup Noodles pel seu 35è Aniversari l'any 2006, com a part de l'aniversari, es va crear una Original Video Animation (OVA) de set capítols titulada Freedom. Katsuhiro Otomo –el creador d'Akira i Steamboy– va treballar com a dissenyador de personatges i dels mecha. El director de la sèrie va ser Shuhei Morita, creador del curt d'animació guardonat Kakurenbo. La sèrie utilitza obertament publicitat de l'empresa patrocinadora en moltes escenes on es pot veure els personatges consumint Nissin Cup Noodles.
La OVA és animada i produïda per la companyia  Sunrise i distribuïda per Bandai Visual. Freedom Committee (comitè de llibertat) és el terme col·lectiu usat per denominar tot l'equip creatiu que hi ha darrere de Freedom, el qual inclou animadors i membres de la producció que anteriorment havien treballat a Steamboy.
La popular cantant de pop japonès Utada Hikaru canta l'opening de la sèrie, titulat «This is Love». Una segona cançó, «Kiss & Cry», el 19è single de Utada Hikaru, es va utilitzar per al 5è comercial de televisió de Nissin per Freedom, estrenat al Japó el 20 d'abril de 2007.
Es va emetre els divendres a les 22:45 des del dia 23 de setembre fins al 4 de novembre de 2011 al Canal 3XL a Catalunya.

## Argument
Freedom Project tracta sobre un noi, en Takeru, que descobreix un secret que podria canviar la societat en la qual viu. La civilització a la Terra va ser destruïda per un canvi climàtic anormal i permanent. Es van construir ciutats amb milions de persones a la Lluna, lloc que s'ha convertit en l'únic emplaçament on la humanitat encara sobreviu. La població va declarar la fundació de la República Edèn, llavors s'estableix ampliar aquestes colònies lunars que estimen la pau i la llibertat.
Passen 160 anys des d'aleshores i, a l'Edèn, els nens acaben el seu programa d'educació obligatòria quan tenen quinze anys. En aquest punt, s'integren en la societat com a ciutadans. Durant la seva breu moratòria, se'ls concedeix la llibertat. Com els altres nois, en Takeru decideix participar en una carrera amb els seus amics utilitzant màquines particulars de la Lluna, anomenades «vehicles». Però el que distingeix en Takeru és que ell ha construït el seu propi vehicle. Quan el seu vehicle s'incendia a la via pública és condemnat a deu hores de treball «voluntari» fora de la cúpula, on descobreix les restes d'una petita càpsula que es va estavellar i hi troba fotografies i articles aparentment enviats des de la Terra.
Enamorat d'una dona jove de la fotografia, en Takeru es posa a investigar les condicions de la Terra i descobreix que la informació de la biblioteca del planeta està molt censurada. A més a més, ningú està autoritzat a viatjar prou lluny de la cúpula. Descobreix un petit enclavament de persones que viuen en un establiment fora del control centralitzat de l'Edèn, i després de fer-se amic del líder de l'enclavament accedeix a un vehicle lunar amb rang suficient per obtenir una visió de la Terra. Veu que la Terra és blava i que, per tant, s'ha recuperat de la catàstrofe que va ocórrer i ara torna a ser habitable novament. Les autoritats de l'Edèn persegueixen en Takeru, per tal d'amagar aquest descobriment, però en Takeru i el seu amic Bismack fan el possible per comandar un antic coet d'escapament i deixar Edèn, per veure la terra de primera mà.
La càpsula del coet d'escapament aterra a les ruïnes de Las Vegas, Takeru i Bismarck utilitzen el vehicle del primer per fer el viatge tot travessant els Estats Units.

## Personatges
- Takeru - Edat: 15 anys Alçada: 170 cm  Un habitant de la Lluna de la tercera generació. Li encanten els Cup Noodles. En Takeru té una personalitat càlida i amable però és una mica tímid amb les noies. Sent fascinació per visitar la Terra.

- Kazuma - Edat: 15 anys Alçada: 175cm  Un gran amic d'en Takeru. En Kazuma és tranquil i cool. Té una germana petita anomenada Chiyo.

- Bisu - Edat: 15 anys Alçada: 160cm  Gran amic d'en Takeru i en Kazuma. En Bisu té una naturalesa introvertida. Encara que no és un bon pilot, és tot un as de la mecànica.

- Taira - Edat: 15 anys Alçada:171cm  Un rival a la Tube Race amb qui en Takeru va competir i va perdre a Freedom 1. En Taira és un excel·lent pilot i líder del grup de Tube Racers anomenats Moon Shine.

- Junk - L'amo de Moonraker, un garatge de l'Edèn. Aquest lloc és on van reparar i modificar el vehicle d'en Takeru abans de la Tube Race a Freedom 1.

- Alan - Un antic membre de Freedom que viu als nivells subterranis de la cúpula de l'Edèn. Els dona a en Takeru i els seus amics el potent motor que reemplaça al que es va destruir en el primer desafiament a en Taira. L'Alan també utilitza una jaqueta de l'Apollo similar a la d'en Takeru. El seu nom sembla una referència a l'astronauta nord-americà Alan Shepard.

- Chiyo - La germana petita d'en Kazuma.

- Gosshu - Un membre de Moon Shine.

- Naomi - Un altre membre de Moon Shine.

## Màrqueting
Com la majoria de les importants estrenes al Japó, un ampli desplegament de marxandatge va ser llançat prèviament i durant el llançament de les OVAs, incloent Nissin Cup Noodles amb el protagonista Takeru imprès al paquet, petites figuretes, un paquet de quatre gustos de Nissin Cup Noodles de regal amb el set de DVDs de Freedom, una edició limitada d'insígnies de Nissin Cup Noodle dissenyades per la Tsutaya que es van incorporar gratis amb la compra de Freedom 1. Encara que Freedom Project és una animació directe-a-video (DVD), destaca de les sèries convencionals d'OVAs, primer per la inclusió d'Otomo en el desenvolupament, i segon, per la col·laboració amb Nissin Cup Noodles resultant en una extensiva publicitat de TV que es va mantenir fins a Freedom 6.
Es va començar a propagar la sèrie l'11 d'abril de 2006, amb grans pancartes i pòsters dels protagonistes Takeru i Kazuma, i els seus vehicles transitant les estacions de Tòquio més poblades, com l'Estació de Shibuya i l'Estació de Shinjuku, que es l'estació amb més trànsit del món amb tres milions de passatgers cada dia. Aquests pòsters fets amb llapis van ser després reemplaçats per versions CG
 amb fons acabats, donant la sensació que una part del treball s'estava completant.
Al mateix temps, anuncis de mit minut es van mostrar a la televisió amb tràilers curts donant un cop d'ull a la història de Freedom 1. El cinquè anunci, emèsel 20 d'abril de 2007 revelava una mica de l'argument de Freedom 3. Alguns d'aquests anuncis es van incloure a l'edició en DVD Freedom Revisited. Una pàgina web especial de Freedom Project, una col·laboració entre Yahoo! Japó i Nissin, va emetre en línia cada episodi de la sèrie una setmana abans del seu llançament en DVD.
Els pòsters mostrant l'art conceptual de Katsuhiro Otomo per l'OVA també van ser llançats en revistes per tot el Japó. Poc temps després del llançament del DVD Freedom 1, moltes revistes de manga i anime van redactar articles sobre l'OVA, incloent descripcions del disseny dels mechas i entrevistes amb membres de l'equip.
L'enorme i exitosa campanya publicitària de Freedom Project va ser molt ben rebuda pels fanàtics de Katsuhiro Otomo, que el van veure tornar als seus orígens en dissenyar mechas i personatges carismàtics.
Semblava que Otomo es va fer càrrec en general de la producció d'aquesta obra, i fins i tot en va ser el director al principi, però era més pels dissenys dels personatges i el disseny mecànic que cap altra cosa. D'acord amb declaracions de Nissin, la participació d'Otomo no estava prevista.

## Llançament en DVD
Aquesta sèrie va ser llançada en format OVA, és a dir, sortien els DVD dels episodis directament a la venda. El primer episodi es llançar el 24 de novembre de 2006 i l'últim el 23 de maig de 2008. A més a més, abans de tot això, va sortir Freedom previsied (Freedom previsió) que va ser un DVD d'edició limitada que va ser llançat el 27 d'octubre de 2006, conté un pròleg de 6 minuts de Freedom així com diverses entrevistes a membres de l'equip. El DVD va tenir un èxit rotund i els fans de la sèrie van esgotar les còpies en molt poc temps. Aquest DVD està oficialment descatalogat al Japó. A Catalunya la sèrie completa està disponible en DVD, amb àudio i subtítols en català.
| Núm. | Títol                    | Data d'emissió original | Data d'emissió en català |
| --- | ------------------------ | ----------------------- | ------------------------ |
| 1 | Freedom 1                | 24 de novembre de 2006  | 23 de setembre de 2011   |
| Segle XXIII. La humanitat ha abandonat la Terra, devastada pel canvi climàtic, i ha buscat refugi a la Lluna. Aquest és l'últim reducte de civilització, on el Consell garanteix l'estat del benestar als ciutadans a canvi de la seva llibertat. Però un jove anomenat Takeru troba una càpsula procedent de la Terra amb la fotografia d'una noia i un missatge: «Estem sans i estalvis. Hi ha algú?». Aquesta increïble troballa el porta a embarcar-se en un perillós viatge en què descobrirà un important secret. |                          |                         |                          |
| 2 | Freedom 2                | 23 de febrer de 2007    | 30 de setembre de 2011   |
| Després de trobar una càpsula procedent de la Terra amb la fotografia d'una noia i un missatge, en Takeru s'embarcarà en un perillós viatge en què descobrirà un important secret. |                          |                         |                          |
| 3 | Freedom 3                | 25 d'abril de 2007      | 7 d'octubre de 2011      |
| Després de trobar el missatge que dona a entendre que hi ha vida humana a la Terra, en Takeru, ha de convèncer els seus amics i la supervisió del Consell per intentar tornar al nostre planeta. |                          |                         |                          |
| 4 | Freedom 4 (Cartes a Déu) | 27 de juliol de 2007    | 14 d'octubre de 2011     |
| En Takeru i els seus han arribat a la Terra, però per un lleuger error de navegació posen els peus al que queda de Las Vegas. Com s'ho faran per arribar a Florida? |                          |                         |                          |
| 5 | Freedom 5                | 26 d'octubre de 2007    | 21 d'octubre de 2011     |
| En Takeru i companyia troben la noia de la foto que els ha portat a fer el viatge a la Terra. |                          |                         |                          |
| 6 | Freedom 6                | 25 de gener de 2007     | 28 d'octubre de 2011     |
| Ja fa dos anys i mig que en Takeru i companyia van deixar la Lluna. Avui, finalment, és el dia del llançament de l'Apol·lo 19. |                          |                         |                          |
| 7 | Freedom 7                | 23 de maig de 2007      | 4 de novembre de 2011    |
| En Kazuma forma part de les altes esferes del Consell. Mentrestant, en Takeru i la noia de la Terra s'escapen per escampar arreu que a la Terra hi ha vida. |                          |                         |                          |

## Llançament en Blu-Ray
El 7 de juliol de 2008, Bandai Visual va anunciar el llançament dels set episodis en format Blu-Ray per l'11 de novembre de 2008, és a dir tota la sèrie i a més a més va comptar amb subtítols en anglès.

## Llibres
L'editorial Shogakukan ha publicat diversos llibres relacionats en la franquícia Freedom sota la línia Gagaga.
Freedom: Footmark Days (FREEDOM フット マーク デイズ, FREEDOM Futtomaakudeizu) és una sèrie de tres novel·les que detalla la història d'en Kazuma. És una història paral·lela a la història principal, i introdueix personatges no vistos a l'anime.
Freedom Scenario explora el procés d'elaboració de la sèrie d'anime-OVA. Escrit en japonès, està dividit en dos llibres: 0-3 i 4-7 respectivament. Ambdós llibres contenen escenaris (amb el guió de cada episodi), entrevistes amb els guionistes, gent de producció, actors de veus (seiyuus), d'art conceptual, i una detallada enciclopèdia amb termes relacionats amb Freedom.